# 深江北町
深江北町（ふかえきたまち）は、神戸市東灘区の町名の一つ。旧・本庄村域（本庄地区）のうち旧・深江村の阪神本線以北（鳴尾御影線の南北）にあたる。平成17年国勢調査（2005年10月1日現在）における世帯数は2,759、人口6,214で内男性3,035人・女性3,179人。

## 地理
南は阪神電鉄本線の線路を挟んで深江本町、同じく南西は青木、同じく南東の一点で芦屋市平田北町、西は鳴尾御影線以南が北青木、同線以北の神戸市道商船学校線以西が本山南町、北の神戸市道商船学校線以東が本庄町（1丁目のみ芦屋市津知町）、東は芦屋市川西町に、それぞれ隣接する。
昭和47年6月1日に（本庄町深江字）永井町三・四丁目・繁昌通二・三・四丁目・美ノ江が東端の一丁目、栄通二・三・四丁目・札場通二・三・四丁目（東半）が二丁目、札場通二・三・四丁目（西半）・稲荷筋二・三・四丁目（東半）が三丁目、稲荷筋二・三・四丁目（東半）・薬王寺町二・三丁目が四丁目、高橋町が西端の五丁目として新住居表示を実施して誕生した。

### 地価
住宅地の地価は、2014年（平成26年）1月1日の公示地価によれば、深江北町1-11-16の地点で28万5000円/m2となっている。

## 町名の変遷
| 以前                                                         | 昭和25年7月1日                       | 昭和25年10月10日           | 昭和47年6月1日     |
| ------------------------------------------------------------ | ------------------------------------ | -------------------------- | ------------------ |
| （武庫郡本庄村）深江字永井町三丁目                           | （武庫郡本庄村）深江字永井町三丁目   | 本庄町深江字永井町三丁目   | 深江北町一丁目     |
| （武庫郡本庄村）深江字永井町四丁目                           | （武庫郡本庄村）深江字永井町四丁目   | 本庄町深江字永井町四丁目   | 深江北町一丁目     |
| （武庫郡本庄村）深江字繁昌通二丁目                           | （武庫郡本庄村）深江字繁昌通二丁目   | 本庄町深江字繁昌通二丁目   | 深江北町一丁目     |
| （武庫郡本庄村）深江字繁昌通三丁目                           | （武庫郡本庄村）深江字繁昌通三丁目   | 本庄町深江字繁昌通三丁目   | 深江北町一丁目     |
| （武庫郡本庄村）深江字繁昌通四丁目                           | （武庫郡本庄村）深江字繁昌通四丁目   | 本庄町深江字繁昌通四丁目   | 深江北町一丁目     |
| （武庫郡本庄村）深江字美ノ江                                 | （武庫郡本庄村）深江字美ノ江         | 本庄町深江字美ノ江         | 深江北町一丁目     |
| （武庫郡本庄村）深江字栄通二丁目                             | （武庫郡本庄村）深江字栄通二丁目     | 本庄町深江字栄通二丁目     | 深江北町二丁目     |
| （武庫郡本庄村）深江字栄通三丁目                             | （武庫郡本庄村）深江字栄通三丁目     | 本庄町深江字栄通三丁目     | 深江北町二丁目     |
| （武庫郡本庄村）深江字栄通四丁目                             | （武庫郡本庄村）深江字栄通四丁目     | 本庄町深江字栄通四丁目     | 深江北町二丁目     |
| （武庫郡本庄村）深江字札場通二丁目                           | （武庫郡本庄村）深江字札場通二丁目   | 本庄町深江字札場通二丁目   | 深江北町二・三丁目 |
| （武庫郡本庄村）深江字札場通三丁目                           | （武庫郡本庄村）深江字札場通三丁目   | 本庄町深江字札場通三丁目   | 深江北町二・三丁目 |
| （武庫郡本庄村）深江字札場通四丁目                           | （武庫郡本庄村）深江字札場通四丁目   | 本庄町深江字札場通四丁目   | 深江北町二・三丁目 |
| （武庫郡本庄村）深江字稲荷筋二丁目                           | （武庫郡本庄村）深江字稲荷筋二丁目   | 本庄町深江字稲荷筋二丁目   | 深江北町三・四丁目 |
| （武庫郡本庄村）深江字稲荷筋三丁目                           | （武庫郡本庄村）深江字稲荷筋三丁目   | 本庄町深江字稲荷筋三丁目   | 深江北町三・四丁目 |
| （武庫郡本庄村）深江字稲荷筋四丁目                           | （武庫郡本庄村）深江字稲荷筋四丁目   | 本庄町深江字稲荷筋四丁目   | 深江北町三・四丁目 |
| （武庫郡本庄村）深江字薬王寺町二丁目                         | （武庫郡本庄村）深江字薬王寺町二丁目 | 本庄町深江字薬王寺町二丁目 | 深江北町五丁目     |
| （武庫郡本庄村）深江字薬王寺町三丁目                         | （武庫郡本庄村）深江字薬王寺町三丁目 | 本庄町深江字薬王寺町三丁目 | 深江北町五丁目     |
| （武庫郡本庄村）深江字薬王寺町四丁目                         | （武庫郡本庄村）深江字薬王寺町四丁目 | 本庄町深江字薬王寺町四丁目 | 深江北町五丁目     |
| （武庫郡本庄村）青木字江ノ元町                               | （武庫郡本庄村）深江字高橋町         | 本庄町深江字高橋町         | 深江北町五丁目     |
| （武庫郡本庄村）青木字東間（東半、青木字文教町になった以外） | （武庫郡本庄村）深江字高橋町         | 本庄町深江字高橋町         | 深江北町五丁目     |
| （武庫郡本庄村）深江字踊松町3丁目                            | （武庫郡本庄村）深江字高橋町         | 本庄町深江字高橋町         | 深江北町五丁目     |
| （武庫郡本庄村）深江字踊松町4丁目                            | （武庫郡本庄村）深江字高橋町         | 本庄町深江字高橋町         | 深江北町五丁目     |

## 施設
- 神戸市立東灘小学校
- 阪神電鉄 深江駅